# جاك هندرسون
جاك هندرسون (بالإنجليزية: Jack Henderson)‏ (31 يوليو 1844 المملكة المتحدة - 13 يوليو 1932 جنوب أفريقيا) هو لاعب كرة قدم أيرلندي شمالي سابق كان يلعب كحارس مرمى.

## وصلات خارجية
- جاك هندرسون على موقع قاعدة بيانات كرة القدم.إي يو (الإنجليزية)
- جاك هندرسون على موقع قاعدة بيانات كرة القدم.إي يو (الإنجليزية)
- جاك هندرسون على موقع ناشيونال فوتبول تيمز (الإنجليزية)